# Zhou Xuan
Zhou Xuan (Changzhou, 1 augustus 1918 - Shanghai, 22 september 1957) was een populaire Chinese zangeres en actrice. In de jaren 40 van de twintigste eeuw was zij een van De Zeven Grote Zingende Sterren. Zij is waarschijnlijk de bekendste van dit zevental, daar zij tegelijkertijd een bloeiende filmcarrière had.

## Biografie
Zhou werd geboren als (苏璞 / 蘇璞 pīnyīn: sū pú) en werd reeds op jonge leeftijd van haar biologische ouders gescheiden, waarna zij werd opgevoed door adoptieouders. Zij spendeerde haar gehele leven aan de zoektocht naar haar biologische ouders en afkomst; deze laatste is nooit duidelijk geworden tijdens haar leven. Toen zij 13 jaar oud was nam zij Zhou Xuan als artiestennaam, 'xuán', betekent jade.

## Carrière
Zhou begon met acteren in 1935, maar zij verkreeg pas het sterrendom in 1937 in de film 马路天使 / 馬路天使 (pīnyīn: Mǎlù tiānshǐ) beter bekend onder de internationale titel Street angel door de regisseur 袁牧之 (pīnyīn: Yuán Mùzhī). Zhou werd gecast als de leadzangeres.
'Gouden Stem' was een bijnaam welke Zhou kreeg na een zangwedstrijd in Shanghai alwaar zij tweede plaats behaalde. Hierna werd Zhou al snel de bekendste en best verkopende zangeres in haar tijd tot aan haar dood. Haar frêle maar eminente muzikale stem greep de harten van vele miljoenen Chinezen in haar tijd.
Na de introductie van 夜上海 (pīnyīn: yè Shànghǎi) (De Nachten van Shanghai), keerde Zhou terug naar Sjanghai. De daarop volgende jaren verbleef zij regelmatig in krankzinnigengestichten vanwege regelmatige inzinkingen. Door de jaren heen leidde Zhou een gecompliceerd en ongelukkig leven dat werd getekend door mislukte huwelijken, onwettige kinderen en pogingen tot suïcide.
Zhou heeft in totaal 43 films meegespeeld en gezongen. Haar favoriete film was altijd 馬路天使 'De Straatengel', deze bevat twee thema liederen: 四季歌 (pīnyīn: sì jì gē) 'Het vier seizoenen lied' en 天涯歌女 (pīnyīn: tiānyá gē nǚ) 'De dolende zangeres', deze genoten een langdurende populariteit.
Zij stierf in 1957 op 39-jarige leeftijd in Shanghai in een gesticht, mogelijk als gevolg van een hersenontsteking na een zenuwinzinking.

## Erflating
Tot op de dag vandaag zijn de liederen van Zhou Xuan vaste prik op de Golden Oldies collecties voor Mandarijnse popmuziek. Haar populariteit is nu nog altijd groot en niet zelden wordt zij dan ook weleens vergeleken met de grootsheid van Édith Piaf; mede temeer vanwege de parallellen die zijn te trekken in de levens van beide vrouwen.
De biografie van Zhou is ook verfilmd en uitgebracht door de Hongkongse televisiemaatschappij TVB onder de naam 天涯歌女 (De Dolende Zangeres). Echter zijn Zhou's liederen in deze film wel vertaald naar het Kantonees.

## Films
- 狂歡之夜 [kuáng huān zhī yè] (1935)
- 馬路天使 [mǎlù tiānshǐ] (1937)
- 西廂記 [xī xiāng jì] (1940)
- 孟麗君 [mèng lì jūn] (1940)
- 夜店 [yèdiàn] (1947)
- 長相思 [cháng xiāng sī] (1947)
- 清宮秘史 [qīng gōng mì shǐ] (1948)
- 花外流鶯 [huā wàiliú yīng] (1948)
- 歌女之歌 [gēnǚzhīgē] (1948)
- 莫負青春 [mòfùqīngchūn] (1949)
- 花街 [huājiē] (1950)

## Bekende liedjes gezongen door Zhou Xuan
- Yue yuan hua hao/月圓花好
- Tianya genü/天涯歌女
- Si ji ge/四季歌
- Ye Shanghai 夜上海
- Yongyuan de weixiao/永遠的微笑
- Huayang de nianhua/花樣的年華
- Zhongshan chun/鐘山春
- Ci mu xin/慈母心
- Fengkuang shijie/瘋狂世界